# Gavin Free

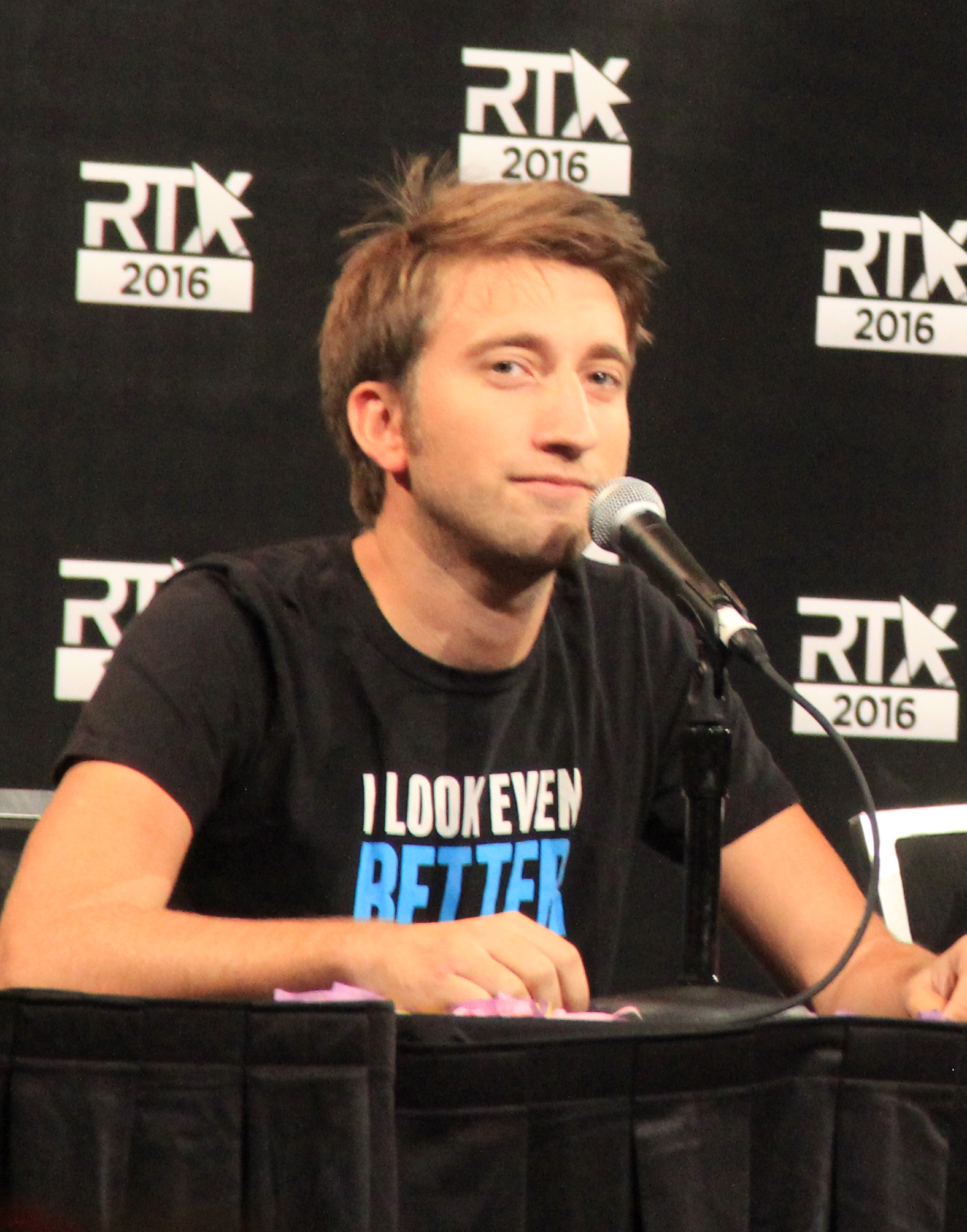
Gavin Free (2016)

Gavin David Free (* 23. Mai 1988 in Thame, South Oxfordshire, Oxfordshire, England) ist ein britischer Schauspieler, Synchronsprecher, Filmemacher und Webvideoproduzent.

## Leben
Free besuchte die Lord Williams’s School. Gemeinsam mit einem Freund gründete er 2010 den YouTube-Kanal The Slow Mo Guys. Dort werden gewöhnliche Videos in Zeitlupe veröffentlicht. Der Kanal hat fast 14 Millionen Abonnenten. 2012 schloss er sich dem US-amerikanischen Unternehmen Rooster Teeth an. Seitdem lebt er in Austin, Texas.
Zwischen 2006 und 2014 wirkte er in verschiedenen Formaten, überwiegend von Rooster Teeth mit. 2015 hatte er eine der Hauptrollen in Lazer Team als Woody Johnson inne. 2017 war er in derselben Rolle auch in der Fortsetzung Lazer Team 2 zu sehen. Er synchronisierte in der Zeichentrickserie X-Ray and Vav und deren Ableger die Hauptrolle des Vav.

## Filmografie

### Schauspiel(Auswahl)
- 2015: Lazer Team
- 2015: Reunited (Kurzfilm)
- 2016: Day 5 (Fernsehserie, Episode 1x02)
- 2017: Lazer Team 2
- 2019: A Heist with Markiplier (Fernsehfilm)

### Synchronsprecher
- 2014–2015: X-Ray and Vav (Zeichentrickserie, 16 Episoden)
- 2015: X-Ray & Vav: Posi-Choices 101 (Zeichentrickfilm)
- 2015: X-Ray & Vav: The X-Ray & Vav Holiday Special (Zeichentrickfilm)
- 2015–2016: RWBY (Zeichentrickserie, 3 Episoden)
- 2016: RWBY: Volume 3 (Zeichentrickfilm)
- 2016: Worms W.M.D. (Videospiel)